# Пеш, Генрих
Генрих Пеш (нем. Heinrich Pesch; 17.09.1854, Кёльн — 1.04.1926, Валкенбюрг-ан-де-Гёл, Голландия) — немецкий экономист, философ, теоретик солидаризма.

## Биография
Генрих родился 17 сентября 1854 года в Кёльне в семье портного мастера Иоанна Пеша. Мать Анна-Мария, урожденная Штутген. 19 сентября 1854 года он был крещён в Кельнской церкви Святой Марии в медном переулке. В 1858 году семья переехала в Бонн.
17 октября 1872 года Генрих Пеш поступил в Боннский университет на богословский факультет. Уже после семестра он перешел на юридический факультет. 10 января 1876 года он вступил в орден иезуитов в Exaeten, Голландия, так как в Германии орден был запрещён. В 1876—1879 годах изучал философию в колледже иезуитов в Фельдкирхе земли Форарльберг. В 1879—1883 годах изучал теологию в Англии.
С 1892 по 1900 год он был духовным священником в семинарии Майнц, где он написал книгу «Либерализм, социализм и христианское мировоззрение». В 1900—1902 годах изучал экономику при в Берлине. Пеш жил в Доме писателей немецкой провинции ордена иезуитов в Люксембурге и работал над изданным в 1905 году пятитомном труде «Учебник о национальной экономики». В 1910—1926 годах Пеш служил католическим капелланом в монастыре Мариенфельде.
Экономический и социально-научный факультет Кельнского университета в 1923 году присвоил ему звание почетного доктора наук, а теологический факультет университета Мюнстера в 1925 году звание почетного доктора богословия.
Генрих Пеш скончался 1 апреля 1926 года и был похоронен на коллежском кладбище Валкенбюрг-ан-де-Гёл, Голландия.
Память
Ассоциация UNITAS присуждает премию Генриха Пеша за особые заслуги в развитии и реализации католической социальной доктрины.

## Вклад в науку
Работы Генриха Пеша стали для католическо-социального и католическо-политического движения в империи и Веймарской Республике незаменимым фундаментом их деятельности.